# The Ultimate Collection (álbum de Grace Jones)
The Ultimate Collection es un álbum recopilatorio de 3 CD de Grace Jones lanzado por Universal Music en 2006. Remasterizado en un sonido de 32 bits.
The Ultimate Collection incluye canciones recientemente remasterizadas de su período disco (1976-1979), más notablemente la versión de álbum de su éxito de 1978 "Do or Die", que está disponible en disco compacto por primera vez en más de una década. The Ultimate Collection no pretende ser una colección de singles, ya que varios singles faltan (sobre todo "On Your Knees", el único sencillo oficial del álbum Muse).
The Ultimate Collection es más o menos una reedición ampliada de The Grace Jones Story lanzado el mismo año por Universal, con algunos cambios notables:
El disco uno omite "That's the Trouble", pero agrega la versión de álbum del mencionado "Do or Die", "All on a Summer's Night", así como las versiones originales largas de "Private Life", "Love is the Drug" y "Warm Leatherette". Lamentablemente Universal Music no ha corregido el defecto de la pista "Saved", que también apareció en The Grace Jones Story con los dos primeros minutos de la canción excluidos.
El disco dos posee la versión de álbum de "Pull Up to the Bumper", en lugar de la versióm en 7", así como la versión larga original de "The Hunter Gets Captured by the Game". Además añade las canciones "Inspiration", "Slave to the Rhythm" (lamentablemente una versión poco conocida, la pista número cinco del álbum y no la octava) y "Victor Should Have Been a Jazz Musician", pero omite "Someone to Love" para agregar a "She's Lost Control" y "Sexdrive" en el disco tres, que de otro modo se compone de versiones alternativas previamente publicadas en el recopilatorio de 1998 Private Life: The Compass Point Sessions.
The Ultimate Collection, fue lanzado por el sello neerlandés CCM, una filial de Universal Music. CCM había emitido anteriormente álbumes titulados The Ultimate Collection con 3 CD de artistas como Donna Summer, Barry White, Diana Ross, Kool & The Gang, Dusty Springfield y otros.

## Lista de canciones

### Disco uno
1. "La Vie en Rose" (Édith Piaf, Louis Gugliemi) - 7:29
  - Del álbum Portfolio (1977)
2. "Send in the Clowns" (Stephen Sondheim) - 7:35
  - Del álbum Portfolio (1977)
3. "I Need A Man" (Pierre Papadiamondis, Paul Slade) - 3:24
  - Del álbum Portfolio (1977)
4. "Do or Die" (Jack Robinson, James Bolden) (Versión de álbum) - 6:29
  - Del álbum Fame (1978)
5. "All on a Summer's Night" (Jack Robinson, James Bolden) - 4:14
  - Del álbum Fame (1978)
6. "Fame" (Jack Robinson, Gil Slavin) - 5:34
  - Del álbum Fame (1978)
7. "Am I Ever Gonna Fall in Love in New York City" (Jack Robinson, Vivienne Savoie Robinson, James Bolden) - 5:27
  - Del álbum Fame (1978)
8. "Don't Mess With the Messer" (Grace Jones, Pierre Papadiamondis) - 4:53
  - Del álbum Muse (1979)
9. "Sinning" (Grace Jones) - 5:06 
  - Del álbum Muse (1979)
10. "Saved" - 5:00 (Grace Jones) (La versión original dura 7:13; este CD inexplicablemente omite los dos primeros minutos de la canción, empezando desde la primera línea del "segundo" verso, al igual que en The Grace Jones Story)
  - Versión original en el álbum Muse (1979)
11. "Private Life" (Chrissie Hynde) (Versión larga original) - 6:18
  - Del álbum Warm Leatherette (1980)
12. "Love is the Drug" (Bryan Ferry, Andy Mackay) (Versión larga original) - 8:41
  - Del álbum Warm Leatherette (1980)
13. "Warm Leatherette" (Daniel Miller) (Versión larga original) - 5:37
  - Del álbum Warm Leatherette (1980)

### Disco dos
1. "The Hunter Gets Captured by the Game" (Smokey Robinson) (Versión larga original) - 6:45
  - Del álbum Warm Leatherette (1980)
2. "I've Seen That Face Before (Libertango)" (Astor Piazzolla, Barry Reynolds, Dennis Wilkey, Nathalie Delon) - 4:29
  - Del álbum Nightclubbing (1981)
3. "Pull Up to the Bumper" (Koo Koo Baya, Grace Jones, Dana Mano, Sly Dunbar) - 4:42
  - Del álbum Nightclubbing (1981)
4. "Nightclubbing" (David Bowie, Iggy Pop) - 5:05
  - Del álbum Nightclubbing (1981)
5. "Walking in the Rain" (Harry Vanda, George Young) - 4:20 
  - Del álbum Nightclubbing (1981)
6. "Demolition Man" (Sting) - 4:03
  - Del álbum Nightclubbing (1981)
7. "Nipple to the Bottle" (Grace Jones, Sly Dunbar) - 5:57
  - Del álbum Living My Life (1982)
8. "The Apple Stretching" (Melvin van Peebles) - 7:08
  - Del álbum Living My Life (1982)
9. "Inspiration" (Grace Jones, Barry Reynolds) - 4:35
  - Del álbum Living My Life (1982)
10. "My Jamaican Guy" (Grace Jones) - 6:02 
  - Del álbum Living My Life (1982)
11. "Slave to the Rhythm" (Bruce Woolley, Simon Darlow, Stephen Lipson, Trevor Horn) (Pista número cinco del álbum Slave to the Rhythm, no la versión single) - 6:13
  - Del álbum Slave to the Rhythm (1985)
12. "I'm Not Perfect (But I'm Perfect for You)" (Grace Jones, Bruce Woolley) - 3:59
  - Del álbum Inside Story (1986)
13. "Victor Should Have Been a Jazz Musician" (Grace Jones, Bruce Woolley) - 4:44
  - Del álbum Inside Story (1986)
14. "Love on Top of Love" (Grace Jones, David Cole) - 6:16
  - Del álbum Bulletproof Heart (1989)

### Disco tres
1. "Pars" (Jacques Higelin) (Remix reeditado de 1998) - 5:42
  - Del recopilatorio Private Life: The Compass Point Sessions (1998). Versión original en el álbum Warm Leatherette (1980)
2. "Private Life" (Chrissie Hynde) (Remix dub reeditado de 1998) - 8:06
  - Del recopilatorio Private Life: The Compass Point Sessions (1998). Versión original en el álbum Warm Leatherette (1980)
3. "Use Me" (Bill Withers) (Remix reeditado de 1998) - 6:11
  - Del recopilatorio Private Life: The Compass Point Sessions (1998). Versión original en el álbum Nightclubbing (1981)
4. "She's Lost Control" (Bernard Sumner, Ian Curtis, Peter Hook, Stephen Morris) (Remix reeditado de 1998) - 8:25
  - Del recopilatorio Private Life: The Compass Point Sessions (1998). Lado B de las sesiones de Warm Leatherette (1980)
5. "Nipple to the Bottle" (Grace Jones, Sly Dunbar) (Versión original de 12") - 6:54
  - Versión original en el álbum Living My Life (1982)
6. "My Jamaican Guy" (Grace Jones) (Versión original norteamericana de 12") - 7:02
  - Versión original en el álbum Living My Life (1982)
7. "Ring of Fire" (June Carter, Merle Kilgore) (Demo) - 3:58
  - Del recopilatorio Private Life: The Compass Point Sessions (1998). Demo de las sesiones de Living My Life (1982)
8. "Man Around the House" (Grace Jones, Barry Reynolds]]) - 4:13
  - Del recopilatorio Private Life: The Compass Point Sessions (1998). Demo de las sesiones de Living My Life (1982)
9. "Living My Life" (Grace Jones) (Remix reeditado de 1986 en 7") - 3:33
  - Del recopilatorio Private Life: The Compass Point Sessions (1998). Single sin álbum de las sesiones de Living My Life (1982)
10. "Slave to the Rhythm" (Bruce Woolley, Simon Darlow, Stephen Lipson, Trevor Horn) ("Hot Blooded Version" de 1998) - 8:19
  - Del recopilatorio Private Life: The Compass Point Sessions (1998). Versión original en el álbum Slave to the Rhythm (1985) y disponible en el EP Slave to the Rhythm (9 tracks) (1994)
11. "Sexdrive" (Fraser, Rodriguez) (Versión de 7") - 3:58
  - Single disponible en el EP Sexdrive (1993)

- Datos: Q7771111